# Jedburgh Old Parish Church

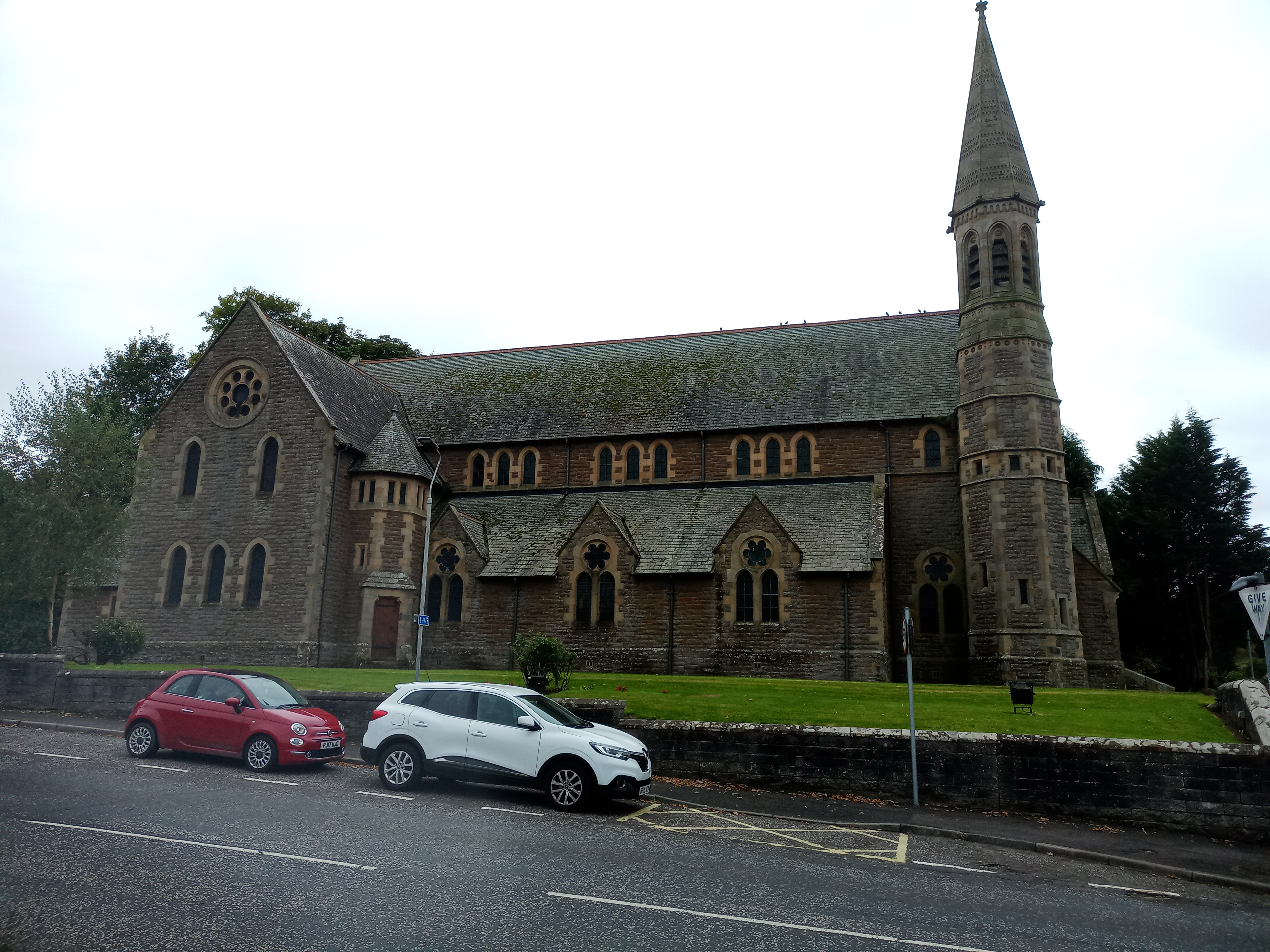
Jedburgh Old Parish Church

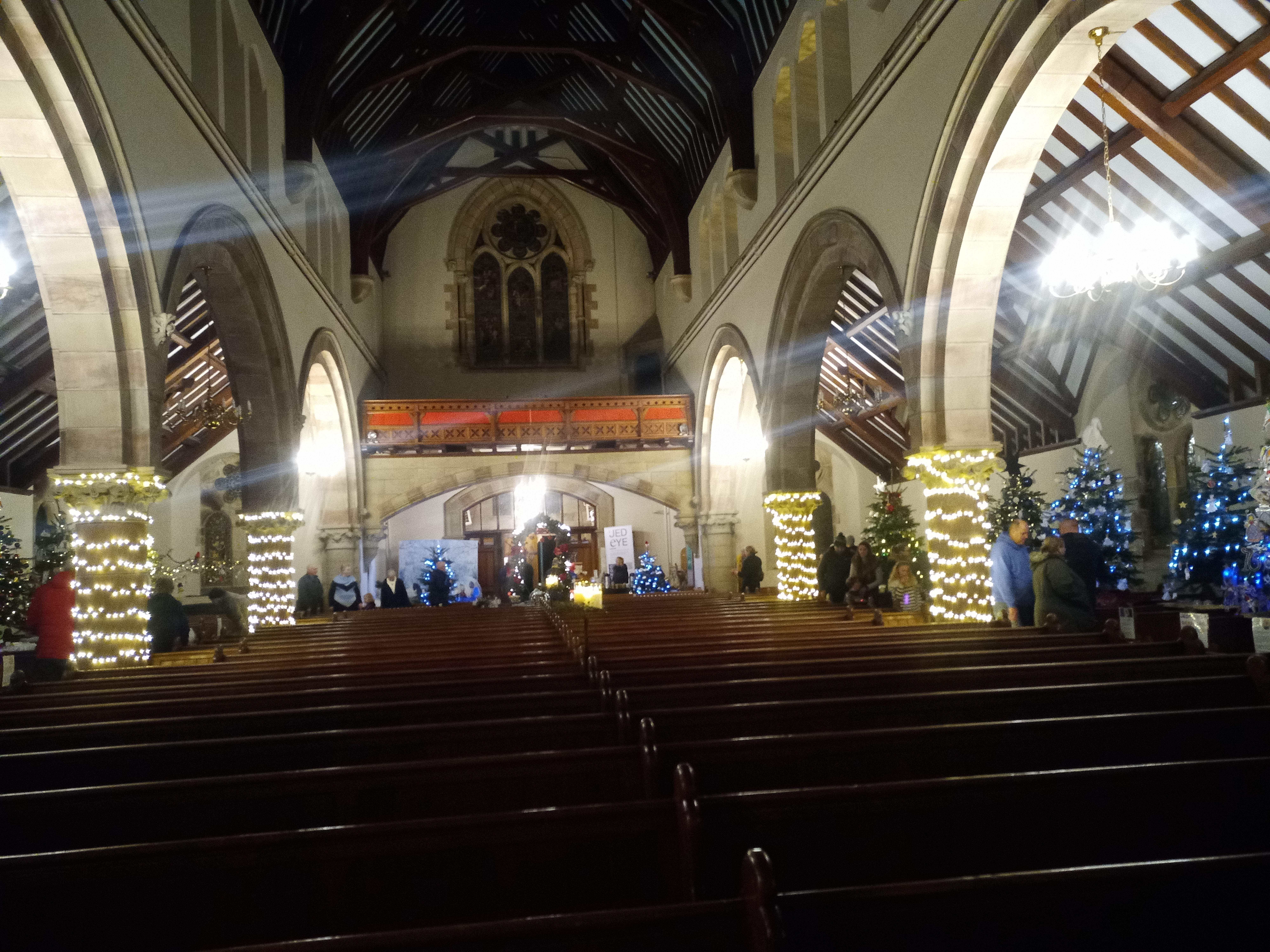
Weihnachtliche Dekoration

Die Jedburgh Old Parish Church ist ein Kirchengebäude der presbyterianischen Church of Scotland in der schottischen Kleinstadt Jedburgh in der Council Area Scottish Borders. 1993 wurde das Bauwerk in die schottischen Denkmallisten in der höchsten Denkmalkategorie A aufgenommen.

## Geschichte
Seit dem 12. Jahrhundert bildete die Jedburgh Abbey das religiöse Zentrum Jedburghs. Mit der schottischen Reformation um 1560 wurde die Abtei aufgelöst. Die Klosterkirche diente fortan als Pfarrkirche. Nachdem die ehemalige Klosterkirche in den 1870er Jahren sowohl baufällig als auch zu klein für die gewachsene Gemeinde geworden war, wurde ein Kirchenneubau beschlossen. Schomberg Kerr, 9. Marquess of Lothian stellte für dieses Vorhaben sowohl Gelder als Land zur Verfügung. Der 1872 begonnene Bau wurde 1875 abgeschlossen. Für den Entwurf zeichnet Thomas Henry Wyatt verantwortlich. Am 11. April desselben Jahres wurde der erste Gottesdienst in der neuen Kirche abgehalten. Eine Erweiterung im Jahre 1888 plante der schottische Architekt Hippolyte Blanc.

## Beschreibung
Das Kirchengebäude liegt an der Einmündung der Oxnam Road in die Newcastle Road (A68) im Süden Jedburghs. Ihr Mauerwerk besteht aus bossierten Steinquadern aus dunklem Sandstein mit abgesetzten Details aus cremefarbenem Sandstein. Links neben dem aufwändig ornamentierten Eingangsbereich an der Westseite ragt der dreistöckige Glockenturm auf. Dieser weist einen oktogonalen Grundriss auf und schließt mit einem spitzen Helm. Entlang des Langhauses verlaufen Seitenschiffe mit Lukarnen. Im Obergaden sind Drillingsfenster angeordnet. Das Querhaus verläuft auf Höhe des Chores und trennt die abschließende Apsis ab.